# Schimmelpfennig
Schimmelpfennig ist ein Familienname mit der Bedeutung „Geizhals“. Er kommt vor allem im deutschsprachigen Raum vor.

## Namensträger
- Adolf Schimmelpfennig (Historiker) (1815–1887), deutscher Historiker
- Adolf Schimmelpfennig (Architekt) (1834–1896), deutscher Architekt
- Alexander Schimmelfennig von der Oye (1824–1865), deutscher Militär und Revolutionär, siehe Alexander Schimmelfennig
- Antonie Rosalie Freifrau von Schimmelpfennig von der Oye (1806–1845), Gräfin von Naumburg, Ehefrau von Philipp (Hessen-Homburg)
- Bernhard Schimmelpfennig (1938–2021), deutscher Mittelalterhistoriker und Hochschullehrer
- Christian Ludwig Schimmelpfennig von der Oye (1738–1812), deutscher Generalmajor
- Dirk Schimmelpfennig (* 1962), deutscher Tischtennistrainer und -funktionär
- Friedrich Schimmelpfennig von der Oye (1855–1932), deutscher Generalleutnant
- Hans-Wolfgang Schimmelpfennig (1889–1966), deutscher Wirtschaftsjurist
- Heinz Schimmelpfennig (Jurist) (1905–1983), Landesrat in Königsberg, BG-Direktor
- Heinz Schimmelpfennig (Schauspieler) (1919–2010), Regisseur, Hörspiel- und Synchronsprecher
- Horst Schimmelpfennig (1912–1990), deutscher Organist
- Horst-Hermann Schimmelpfennig, deutscher Tiermediziner und Hochschullehrer
- Jörg Schimmelpfennig (* 1955), deutscher Volkswirt
- Johann Schimmelpfennig (1604–1669), deutscher Grundbesitzer und Wohltäter
- Karl Schimmelpfennig (Politiker) (1882–1937), deutscher Landwirt und Politiker (DNVP)
- Karl Schimmelpfennig (Agrarwissenschaftler) (1901–1990), deutscher Agrarwissenschaftler und Tierzüchter
- Max Schimmelpfennig (* 1996), deutscher Schauspieler
- Max Schimmelpfennig (General), deutscher Brigadegeneral
- Otto von Schimmelpfennig (auch Otto Schimmelpfennig von der Oye; 1838–1912), deutscher Schauspieler und Theaterintendant
- Roland Schimmelpfennig (* 1967), deutscher Schriftsteller und Dramaturg